# James Gibson, 1. Baronet

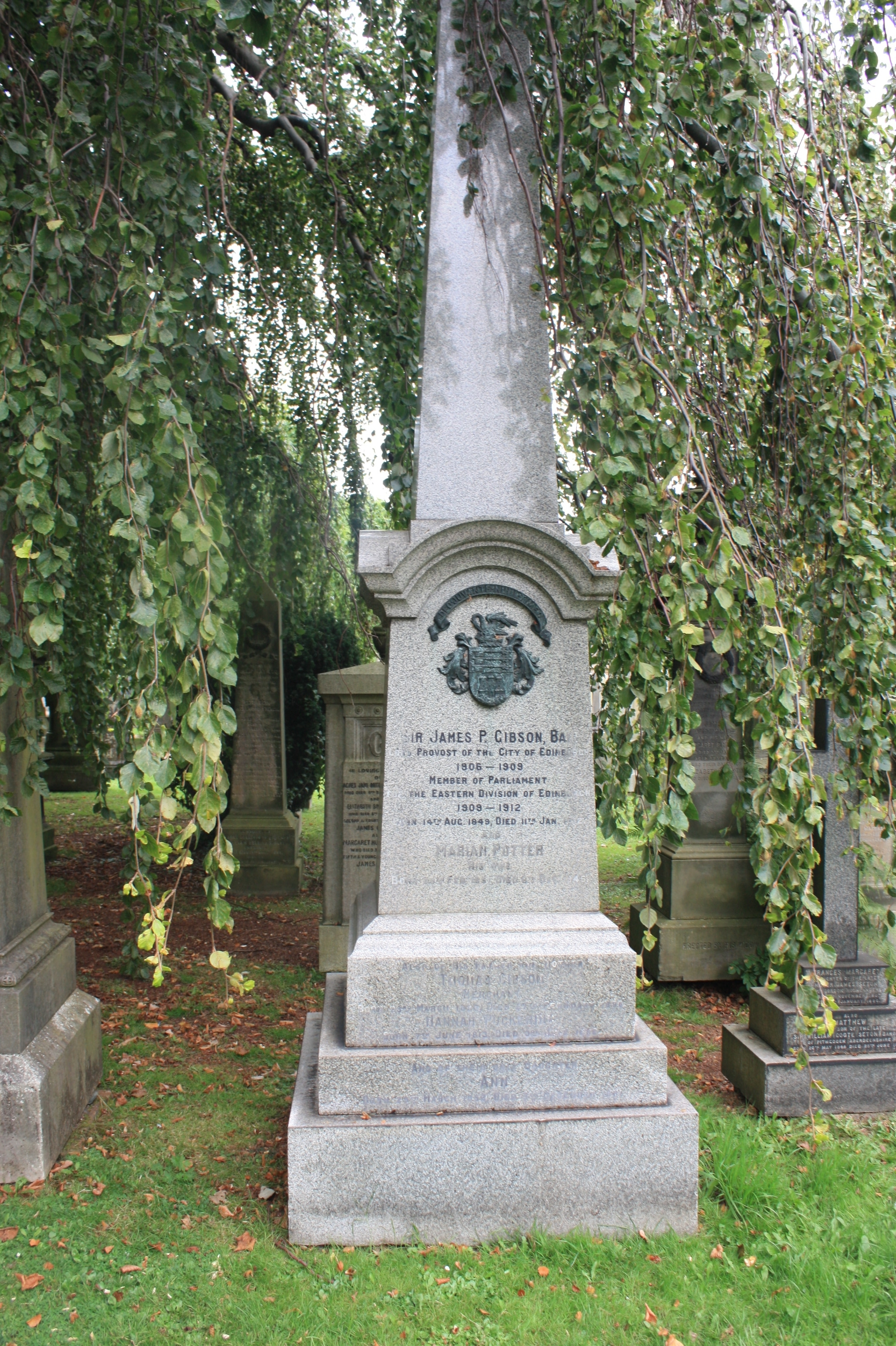
Grabstätte Gibsons auf dem Dean Cemetery in Edinburgh

Sir James Puckering Gibson, 1. Baronet JP DL (* 14. August 1849; † 11. Januar 1912) war ein britischer Politiker.

## Leben
Gibson wurde 1849 geboren. 1884 eheliche er die aus Derbyshire stammende Marian Potter. Er war sowohl für Midlothian als auch für Edinburgh als Justice of the Peace eingesetzt. Des Weiteren war er Deputy Lieutenant von Midlothian. Im November 1909 wurde er als Baronet, of Regent-terrace in the County of the City of Edinburgh, in den erblichen Adelsstand erhoben. Da er kinderlos blieb, erlosch der Adelstitel, als er 1912 verstarb.

## Politischer Werdegang
Gibson war von 1906 bis 1909 Lord Provost (in etwa Oberbürgermeister) von Edinburgh. Seit 1899 hielt George McCrae das Unterhausmandat des Wahlkreises Edinburgh East. Als McCrae 1909 eine Position in der schottischen Lokalregierung annahm, gab er sein Mandat zurück, weshalb im Wahlkreis Nachwahlen erforderlich wurden. Zu diesen bewarb sich Gibson als Nachfolger McCraes für die Liberal Party. Sein Kontrahenten war der Liberale Unionist Patrick Ford. Trotz starker Stimmverluste setzte sich Gibson am Wahltag gegen Ford durch und zog erstmals in das britische Unterhaus ein. Bei den folgenden Unterhauswahlen im Januar und Dezember 1910 hielt er sein Mandat und konnte seinen Stimmenanteil jeweils ausbauen. Gibson verstarb 1912 während der Wahlperiode. Die im Wahlkreis Edinburgh East nötigen Nachwahlen konnte Gibsons Parteikollege James Hogge für sich entscheiden.